# ساموئل کالینز (فیزیکدان)
 ساموئل کالینز (انگلیسی: Samuel Collins؛ زاده ۲۸ سپتامبر ۱۸۹۸ درگذشته ۱۹ ژوئن ۱۹۸۴) یک فیزیک‌دان بود.